# Park Bo-gum
Park Bo-gum (hangul: 박보검; rr: Bak Bo-geom; nascido em 16 de junho de 1993) é um ator e cantor sul-coreano. Ele ganhou aclamação como ator, através de sua diversa gama de papéis no cinema e na televisão, notadamente, um advogado psicopata em Hello Monster (2015), um jogador genial de Go em Reply 1988 (2015-2016), um príncipe herdeiro de Joseon em Love in the Moonlight (2016) e um modelo que supera dificuldades para tornar-se ator de sucesso em Record of Youth (2020), dentre outros.
Park é o artista mais jovem a ser nomeado como ator do ano pela empresa de pesquisa Gallup Korea. Ele também é o primeiro ator a liderar a lista de Celebridades Mais Poderosas da Coreia pela Forbes.

## Biografia
Park Bo-gum nasceu em Seul, Coreia do Sul, em 16 de junho de 1993. Ele é o caçula de três irmãos. Seu nome próprio "Bo-gum" (hanja: 寶劍) significa espada preciosa.  Quando estava na quarta série, sua mãe morreu. Ele começou a aprender a tocar piano quando estava no jardim de infância e era tanto um pianista como membro do coral da igreja que frequentava. Park também fez parte da equipe de natação da Escola Secundária Seoul Mokdong.
Durante o segundo ano do ensino médio, Park ele enviou um vídeo de si mesmo cantando e tocando piano a importantes agências de gerenciamento de talentos, o que levou a receber diversas propostas. Inicialmente, gostaria de ser cantor e compositor, mas mudou sua carreira, após receber a sugestão de que poderia atuar bem. Ele terminou o ensino médio na Shinmok High School em 2012 e se matriculou em março de 2014, na Universidade Myongji, como graduando em Teatro Musical. Apesar de já estar atuação em sua carreira de ator, Park manteve uma vida ativa e colegiada, representando o programa de intercâmbio cultural de sua universidade na europa. Ele também dirigiu uma peça teatral baseada nas obras do dramaturgo russo Anton Chekov  e atuou como diretor musical na produção de Hairspray. Em fevereiro de 2018, recebeu seu título de bacharelado.
Em 31 de agosto de 2020, Park se alistou no serviço militar obrigatório coreano, na banda militar da marinha como um soldado de promoção cultural. Mais tarde, ele foi promovido a sargento em novembro de 2021. Durante seu serviço militar, Park obteve uma licença para ser cabeleireiro. Ele também organizou o Concerto Patriótico da Marinha da República da Coreia de 2020 em outubro de 2020, a 6ª Cerimônia de Comemoração do Dia da Proteção do Mar do Oeste em março de 2021, o Concerto Patriótico da Marinha da República da Coreia em junho de 2021 e o Concerto Patriótico da Marinha da República da Coreia de 2021, em outubro de 2021. Park estava programado para ser dispensado do serviço militar em 30 de abril de 2022. Após solicitar à unidade o uso de sua licença pessoal de pré-dispensa remanescente, ele recebeu dispensa em 21 de fevereiro de 2022, sem retornar à unidade, após suas últimas férias, de acordo com as diretrizes do Ministério da Defesa para prevenção da propagação da doença respiratória por COVID-19.

## Carreira

### 2011–2013: Primeiros trabalhos como ator
Park estreou como ator sob o comando da empresa de gerenciamento Sidus HQ, desempenhando um papel coadjuvante no filme de suspense Blind (2011). Ele então se juntou à Blossom Entertainment e participou do filme de comédia de ação Runway Cop (2012), na televisão atuou no especial da KBS, Still Picture (2012) e o drama de época Bridal Mask (2012). Em 2013, ele conseguiu seu primeiro papel relevante no drama Wonderful Mama da SBS, interpretando o filho playboy do personagem de Bae Jong-ok.

### 2014–2015: Crescimento de popularidade e estrelato coreano
Em 2014, Park interpretou a versão adolescente do protagonista do melodrama Wonderful Days e interpretou um violoncelista prodígio em Naeil's Cantabile da KBS2, uma adaptação do mangá japonês Nodame Cantabile. Os papéis de Park ganharam indicações para os prêmios de Melhor Ator Revelação nas premiações KBS Drama Awards e APAN Star Awards.
Em seguida, ele atuou no cinema, em sucessos de bilheteria, como A Hard Day (2014), que também foi exibido no Festival de Cannes e em The Admiral: Roaring Currents (2014), que tornou-se o filme coreano de maior bilheteria de todos os tempos.
Em maio de 2015, Park se juntou ao programa Music Bank da KBS2, como co-apresentador ao lado de Irene do grupo Red Velvet. Ambos ganharam atenção por sua química, além de habilidades de canto e apresentação. Sendo reconhecidos, como uma das melhores parcerias da história do programa. Por seu trabalho como apresentador, Park recebeu o prêmio de Melhor Iniciante no KBS Entertainment Awards.
Realizando um afastamento de seus papéis anteriores, Park recebeu ótimas críticas do público e dos críticos por seu papel no drama criminal Hello Monster (2015). Por sua atuação, recebeu os prêmios de Popularidade e Melhor Ator Coadjuvante no KBS Drama Awards no fim do ano. Ainda em 2015, ele atuou no filme Coin Locker Girl, o papel lhe rendeu uma indicação de Melhor Ator Revelação da categoria cinema no Baeksang Arts Awards e venceu o Prêmio de Estrela em Ascensão no MaxMovie Awards. Ele então estrelou como um dos protagonistas da terceira parte da série Reply, intitulada Reply 1988, onde interpretou o jogador gênio de Go, Choi Taek. A produção obteve altos índices de audiência, tornando-o drama coreano de maior audiência da história da televisão a cabo, e rendendo a Park o apelido de "irmãozinho da nação". Seu papel em Reply 1988, o catapultou para o estrelato na Coreia do Sul, tornando-o conhecido como uma estrela emergente da onda coreana. Park recebeu diversos prêmios por sua atuação, entre eles, o de Melhor Artista Internacional pelo Top Chinese Music Awards e o Prêmio de Estrela da Ásia pelo tvN10, dentre outros.  

### 2016–2021: Popularidade internacional e trabalhos como cantor

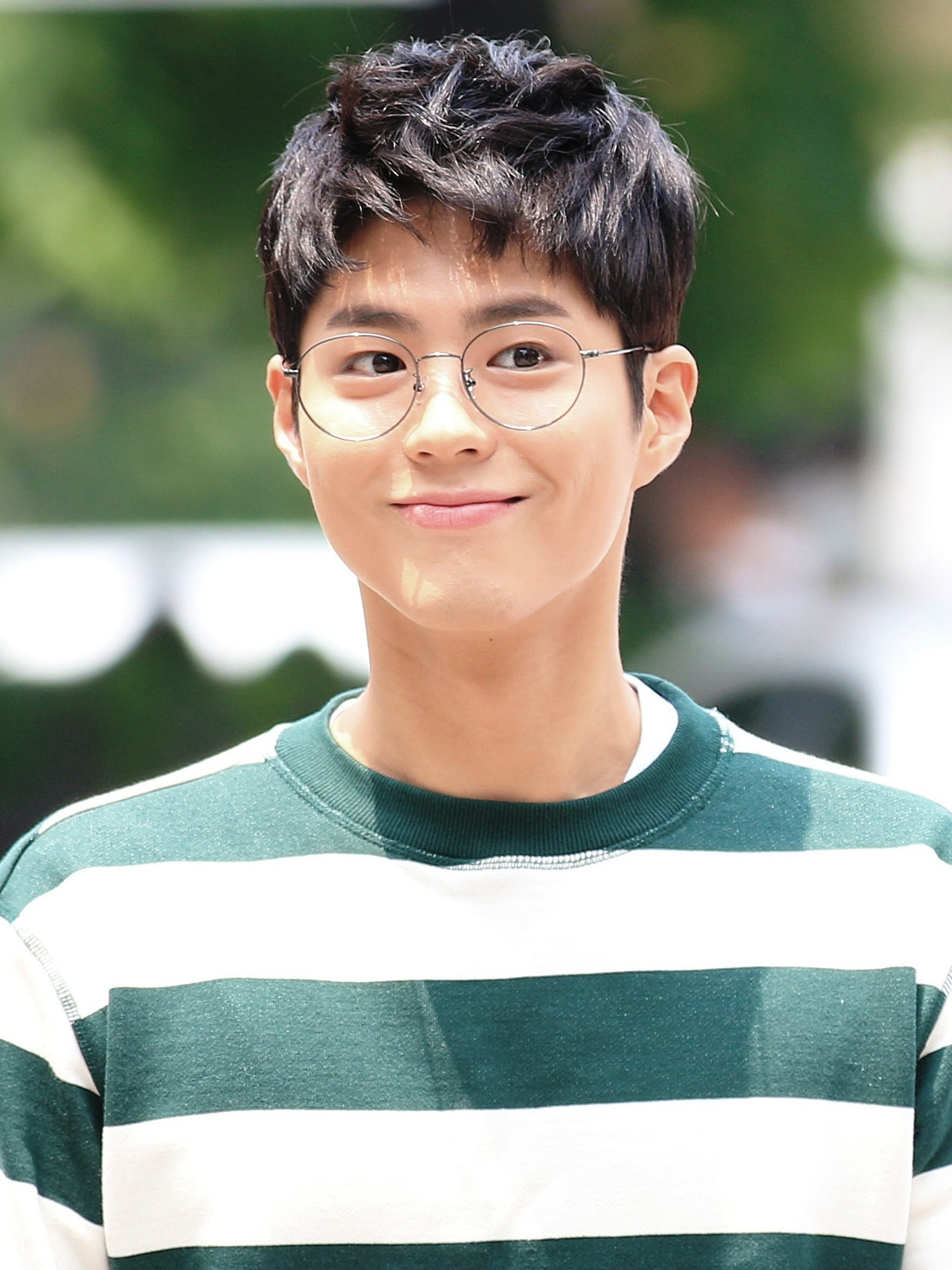
Park nos bastidores do programa Music Bank em junho de 2016.

Em fevereiro de 2016, Park apareceu no programa de viagens da tvN Youth Over Flowers: Africa. E após mais de um ano como apresentador do programa Music Bank, ele deixou o mesmo em junho de 2016.
Em agosto de 2016, Park estrelou o drama histórico da KBS2, Love in the Moonlight. Um sucesso nacional e internacional, Love in the Moonlight alcançou altos índices de audiência e solidificou o status de Park como um ator principal versátil. Ele recebeu vários elogios pelo papel e indicações aos prêmios de Melhor Ator e de Popularidade no Baeksang Arts Awards, bem como o Prêmio de Excelência Superior no KBS Drama Awards. Park também lançou sua primeira trilha sonora de Love in the Moonlight, intitulada "My Person", que após o lançamento, liderou as paradas dos serviços de música online como Melon, Mnet, Bugs, olleh, Soribada, Genie, Naver e Monkey3, além de estrear no top3 da parada Gaon Singles Chart.
No fim de 2016, Park embarcou em sua primeira turnê asiática de encontros de fãs, visitando oito cidades e recebendo público de mais de trinta mil pessoas, até março de 2017. Após uma pausa de dois anos na televisão, ele estrelou o melodrama romântico Encounter (2018). No ano seguinte, foi escalado para estrelar o filme de ficção científica Seo Bok, interpretando o papel-título. Além disso, lançou seu primeiro single japonês "Bloomin".
Em 18 de março de 2020, Park lançou seu primeiro álbum japonês, Blue Bird. No mesmo ano, ele foi escalado para o drama juvenil Record of Youth, como um modelo que está tentando uma carreira de ator. Em 10 de agosto de 2020, ele lançou o single "All My Love" para comemorar o nono aniversário de sua estreia.

### 2022–presente: Retorno as atividades
Após concluir seu serviço militar obrigatóorio, Park se reuniu com o diretor e os membros do elenco de Love in the Moonlight no programa de entretenimento de viagem Young Actors' Retreat, que foi lançado em setembro de 2022 na TVING.

## Imagem pública

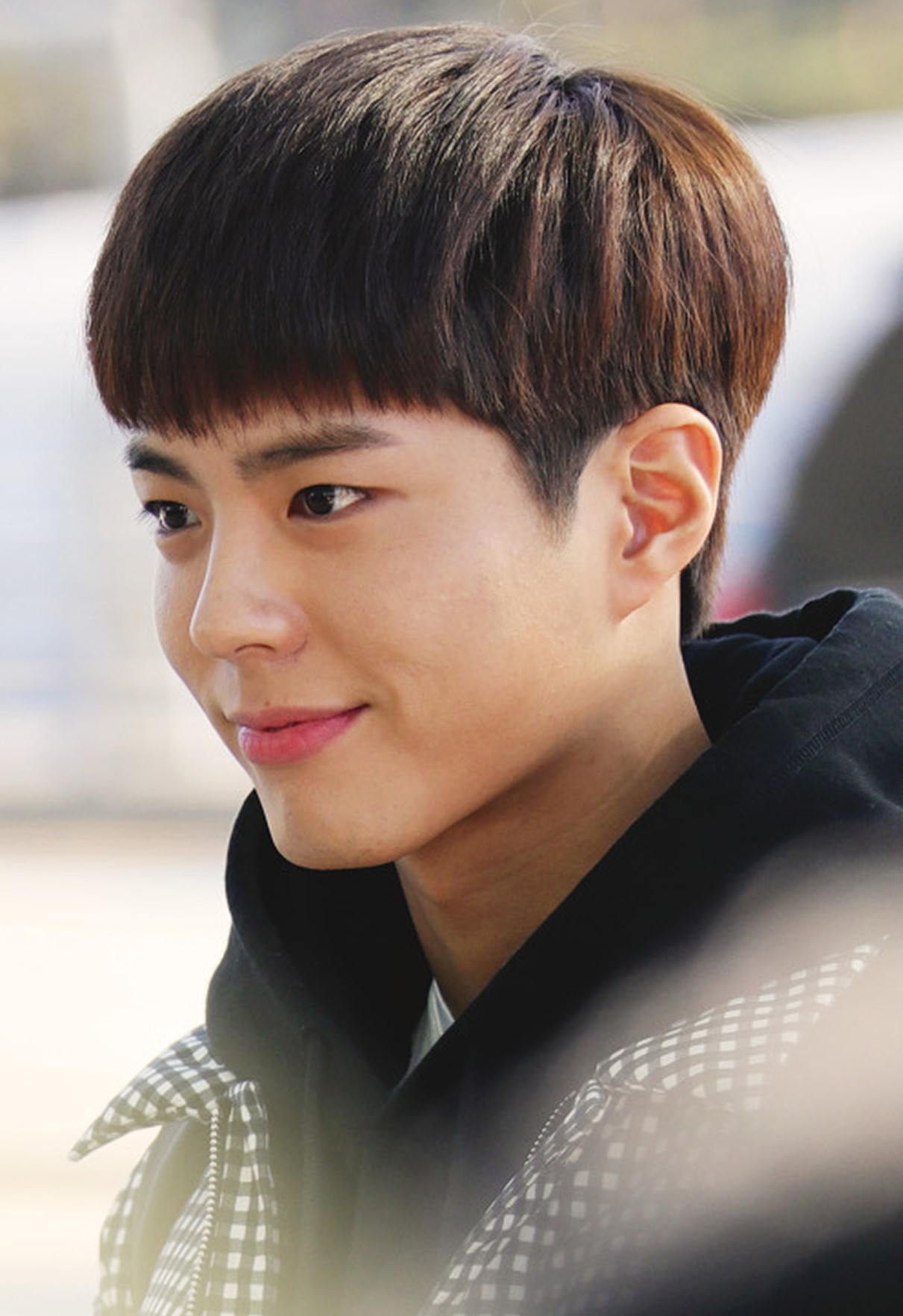
Park no Aeroporto de Incheon em 2016.

Park é conhecido por sua personalidade idônea. Seus colegas de profissão o descrevem como uma pessoa gentil e educada e os anunciantes consideram Park como portador de uma "imagem superior" e de "vibração brilhante e positiva". Sua influência na cultura pop coreana foi chamada de "Magia Bo-gum" e depois de estrelar na televisão Love in the Moonlight, ele recebeu o título de "Príncipe herdeiro da nação". Além disso, sua base de fãs é reconhecidamente diversificada em relação a idade.
Em 2016, aos 23 anos, Park tornou-se o artista mais jovem a ser nomeado ator do ano pela empresa de pesquisa Gallup Korea. Em 2017, ele liderou a lista de Celebridades Mais Poderosas da Coreia pela revista Forbes, tornando-o primeiro ator a fazê-lo, no mesmo ano, foi eleito por executivos de marketing, como o principal artista de publicidade de celebridades.
Em 2018, Park foi o portador da tocha dos Jogos Olímpicos de Inverno em Pyeongchang, como o "Ator Representativo da Coreia".

## Filmografia

### Cinema
| Ano  | Título                        | Papel              | Notas          | Ref.   |
| ---- | ----------------------------- | ------------------ | -------------- | ------ |
| 2011 | Blind                         | Min Dong-hyun      |                | [ 92 ] |
| 2012 | Runway Cop                    | Cha Chul-soo jovem |                |        |
| 2014 | A Hard Day                    | Oficial Lee Jin-ho |                | [ 27 ] |
| 2014 | The Admiral: Roaring Currents | Bae Soo-bong       |                | [ 28 ] |
| 2014 | Twinkle-Twinkle Pitter-Patter | Jun-woo            | curta-metragem | [ 93 ] |
| 2015 | Coin Locker Girl              | Park Seok-hyun     |                | [ 34 ] |
| 2020 | Seo Bok                       | Seo Bok            |                | [ 94 ] |
| 2024 | Wonderland                    | Tae-joo            |                | [ 95 ] |

### Televisão
| Ano     | Título                         | Papel                                    | Emissora | Notas                    | Ref.    |
| ------- | ------------------------------ | ---------------------------------------- | -------- | ------------------------ | ------- |
| 2012    | Hero                           | Kang Dong-woo                            | OCN      |                          |         |
| 2012    | Drama Special: "Still Picture" | Kim Hyun-soo jovem                       | KBS2     |                          |         |
| 2012    | Bridal Mask                    | Han Min-kyu                              | KBS2     | participação (Ep. 26–28) | [ 96 ]  |
| 2013    | Wonderful Mama                 | Go Young-joon                            | SBS      |                          | [ 22 ]  |
| 2014    | Wonderful Days                 | Kang Dong-seok jovem                     | KBS2     |                          | [ 23 ]  |
| 2014    | Naeil's Cantabile              | Lee Yoon-hoo                             | KBS2     |                          | [ 24 ]  |
| 2015    | The Producers                  | Ele mesmo                                | KBS2     | participação (Ep. 9)     | [ 97 ]  |
| 2015    | Hello Monster                  | Jung Sun-ho / Lee Min                    | KBS2     |                          | [ 32 ]  |
| 2015–16 | Reply 1988                     | Choi Taek                                | tvN      |                          | [ 37 ]  |
| 2016    | Love in the Moonlight          | Lee Yeong                                | KBS2     |                          | [ 46 ]  |
| 2018–19 | Encounter                      | Kim Jin-hyuk                             | tvN      |                          | [ 98 ]  |
| 2020    | Itaewon Class                  | Novo cozinheiro do restaurante de Soo-ah | JTBC     | ´participação (Ep. 16)   | [ 99 ]  |
| 2020    | Record of Youth                | Sa Hye-joon                              | tvN      |                          | [ 100 ] |
| 2025    | When Life Gives You Tangerines | Yang Gwan-sik                            | Netflix  |                          | [ 101 ] |
| 2025    | Good Boy                       | Yoon Dong-ju                             | JTBC     |                          | [ 102 ] |

### Programas de variedades
| Ano  | Título                        | Emissora | Notas                     | Ref.            |
| ---- | ----------------------------- | -------- | ------------------------- | --------------- |
| 2016 | Youth Over Flowers: Africa    | tvN      | Membro do elenco          | [ 44 ]          |
| 2018 | Hyori's Homestay: temporada 2 | JTBC     | Empregado de meio período | [ 103 ] [ 104 ] |

### Participações em vídeos musicais
| Ano  | Título              | Artista        | Notas                    | Ref.    |
| ---- | ------------------- | -------------- | ------------------------ | ------- |
| 2015 | Forget You (Teaser) | d.ear          | Adição de vocais e piano | [ 105 ] |
| 2020 | I Will Give You All | Lee Seung-chul | com Go Youn-jung         | [ 106 ] |

### Apresentação
| Ano       | Título                                   | Emissora       | Notas                          | Ref.    |
| --------- | ---------------------------------------- | -------------- | ------------------------------ | ------- |
| 2015-2016 | Music Bank                               | KBS2 KBS World | com Irene                      | [ 45 ]  |
| 2015      | KBS Drama Awards                         | KBS2 KBS World | com Jun Hyun-moo e Kim So-hyun | [ 107 ] |
| 2016      | KBS Song Festival                        | KBS2 KBS World | com Seolhyun                   | [ 108 ] |
| 2016      | KBS Drama Awards                         | KBS2 KBS World | com Jun Hyun-moo e Kim Ji-won  | [ 109 ] |
| 2017      | Music Bank World Tour: Singapura         | KBS2 KBS World | com Irene                      | [ 110 ] |
| 2017      | Music Bank World Tour: Indonésia         | KBS2 KBS World | com Irene                      | [ 111 ] |
| 2017      | Mnet Asian Music Awards                  | Mnet tvN Asia  | na Yokohama Arena              | [ 112 ] |
| 2018      | Music Bank World Tour: Chile             | KBS2 KBS World | na Movistar Arena              | [ 113 ] |
| 2018      | Baeksang Arts Awards                     | JTBC           | com Shin Dong-yup e Bae Suzy   | [ 114 ] |
| 2018      | Music Bank World Tour: Berlim            | KBS2 KBS World | com Jeon So-mi                 | [ 115 ] |
| 2018      | Music Bank World Tour: Hong Kong         | KBS2 KBS World |                                | [ 116 ] |
| 2018      | 2018 MAMA Fans’ Choice in Japan          | Mnet           | na Saitama Super Arena         | [ 117 ] |
| 2019      | Baeksang Arts Awards                     | JTBC           | com Shin Dong-yup e Bae Suzy   | [ 118 ] |
| 2019      | Mnet Asian Music Awards                  | Mnet           |                                | [ 119 ] |
| 2020      | Baeksang Arts Awards                     | JTBC           | com Shin Dong-yup e Bae Suzy   | [ 120 ] |
| 2022      | Baeksang Arts Awards                     | JTBC           | com Shin Dong-yup e Bae Suzy   | [ 121 ] |
| 2022      | Republic of Korea Navy Patriotic Concert | -              | com Kang A-rang                | [ 122 ] |

## Discografia

### Álbuns de estúdio
- blue bird (2020)

### Singles
| Ano                                                                                       | Título                                  | Melhores posições | Vendas (Digital) | Álbum                     |
| Ano                                                                                       | Título                                  | COR Gaon          | Vendas (Digital) | Álbum                     |
| ----------------------------------------------------------------------------------------- | --------------------------------------- | ----------------- | ---------------- | ------------------------- |
| 2016                                                                                      | "My Person" (내 사람)                   | 3                 | - COR: 335,921+  | Love in the Moonlight OST |
| 2019                                                                                      | "Bloomin"                               | —                 | No data          | blue bird                 |
| 2020                                                                                      | "Dear My Friend"                        | —                 | No data          | blue bird                 |
| 2020                                                                                      | "All My Love"                           | —                 | No data          | Non-album single          |
| Sinlges promocionais                                                                      |                                         |                   |                  |                           |
| 2018                                                                                      | "Let's Go See The Stars" (별 보러 가자) | —                 | No data          | EIDER 18 F/W CF           |
| "—" indica lançamentos que não entraram nas paradas ou não foram lançados naquela região. |                                         |                   |                  |                           |

## Turnês

### Encontros de fãs
- Our Exciting First Meeting (2016)
- Close to U (2016)
- Oh Happy Day: 2016-2017 Asia Fan Meeting Tour (2016-2017)
- Christmas Eve	(2017)
- For You to Blossom (2018)
- Good Day: May your everyday be a good day - 2019 Asia Tour (2019)

## Prêmios e indicações
| Ano  | Prêmio                                 | Categoria                                                | Trabalho indicado                 | Resultado | Ref.            |
| ---- | -------------------------------------- | -------------------------------------------------------- | --------------------------------- | --------- | --------------- |
| 2014 | KBS Drama Awards                       | Melhor Ator Revelação                                    | Naeil's Cantabile, Wonderful Days | Indicado  |                 |
| 2015 | APAN Star Awards                       | Melhor Ator Revelação                                    | Naeil's Cantabile, Hello Monster  | Indicado  |                 |
| 2015 | KBS Entertainment Awards               | Prêmio de Melhor Iniciante                               | Music Bank                        | Venceu    | [ 126 ]         |
| 2015 | KBS Drama Awards                       | Prêmio de Popularidade, Ator                             | Hello Monster                     | Venceu    | [ 127 ]         |
| 2015 | KBS Drama Awards                       | Melhor Ator Coadjuvante                                  | Hello Monster                     | Venceu    | [ 127 ]         |
| 2016 | InStyle Icons: Next Generation         | Prêmio de Ator da Nova Geração                           | —                                 | Venceu    | [ 128 ]         |
| 2016 | Max Movie Awards                       | Prêmio de Estrela em Ascensão                            | Coin Locker Girl                  | Venceu    | [ 129 ]         |
| 2016 | Style Icon Asia                        | Ícone de Estilo                                          | —                                 | Venceu    | [ 130 ]         |
| 2016 | Top Chinese Music Awards               | Melhor Artista Internacional                             | —                                 | Venceu    | [ 131 ]         |
| 2016 | Baeksang Arts Awards                   | Melhor Ator Revelação, Filme                             | Coin Locker Girl                  | Indicado  | [ 132 ]         |
| 2016 | Baeksang Arts Awards                   | Ator Mais Popular, Filme                                 | Coin Locker Girl                  | Indicado  |                 |
| 2016 | Baeksang Arts Awards                   | Ator Mais Popular, Televisão                             | Reply 1988                        | Indicado  |                 |
| 2016 | Baeksang Arts Awards                   | Prêmio iQiyi de Estrela Global                           | —                                 | Indicado  |                 |
| 2016 | Baeksang Arts Awards                   | Prêmio Fashion InStyle                                   | —                                 | Venceu    | [ 133 ]         |
| 2016 | 4th Annual DramaFever Awards           | Melhor Estrela em Ascensão                               | Reply 1988                        | Venceu    | [ 134 ]         |
| 2016 | 4th Annual DramaFever Awards           | Melhor Beijo (com Lee Hye-ri)                            | Reply 1988                        | Venceu    | [ 134 ]         |
| 2016 | APAN Star Awards                       | Melhor Ator Revelação                                    | Reply 1988                        | Venceu    | [ 135 ]         |
| 2016 | Korea Drama Awards                     | Prêmio de Excelência, Ator                               | Reply 1988                        | Indicado  |                 |
| 2016 | tvN10 Awards                           | Feito na tvN: Ator de Drama                              | Reply 1988                        | Indicado  | [ 136 ]         |
| 2016 | tvN10 Awards                           | Melhor Beijo (com Lee Hye-ri)                            | Reply 1988                        | Indicado  | [ 136 ]         |
| 2016 | tvN10 Awards                           | Asia Star Award                                          | Reply 1988                        | Venceu    | [ 136 ]         |
| 2016 | Asia Artist Awards                     | Prêmio de Popularidade, Ator                             | —                                 | Indicado  |                 |
| 2016 | Asia Artist Awards                     | Prêmio de Estrela da Ásia, Ator                          | —                                 | Venceu    | [ 137 ]         |
| 2016 | Asia Artist Awards                     | Prêmio de Melhor Estrela, Ator                           | Reply 1988, Love in the Moonlight | Venceu    | [ 138 ]         |
| 2016 | Melodi Awards                          | Personalidade de Drama Coreano Mais Influente            | —                                 | Venceu    | [ 139 ]         |
| 2016 | OSEN Awards                            | Estrela do Ano                                           | —                                 | Venceu    | [ 140 ]         |
| 2016 | Yahoo! Asia Buzz Awards                | Prêmio de Artista Popular da Ásia                        | —                                 | Indicado  | [ 141 ]         |
| 2016 | SBS Cult Two Show Awards               | Mais Mencionado                                          | —                                 | Venceu    | [ 142 ]         |
| 2016 | KBS Drama Awards                       | Grande Prêmio (Daesang)                                  | Love in the Moonlight             | Indicado  | [ 143 ] [ 144 ] |
| 2016 | KBS Drama Awards                       | Prêmio de Excelência Superior, Ator                      | Love in the Moonlight             | Venceu    | [ 143 ] [ 144 ] |
| 2016 | KBS Drama Awards                       | Prêmio de Excelência, Ator em Drama de Comprimento Médio | Love in the Moonlight             | Indicado  | [ 143 ] [ 144 ] |
| 2016 | KBS Drama Awards                       | Prêmio do Internauta                                     | Love in the Moonlight             | Venceu    | [ 143 ] [ 144 ] |
| 2016 | KBS Drama Awards                       | Melhor Casal (com Kim Yoo-jung)                          | Love in the Moonlight             | Venceu    | [ 143 ] [ 144 ] |
| 2016 | Fashionista Awards                     | Melhor Bem Vestido do Ano                                | —                                 | Venceu    | [ 145 ]         |
| 2017 | Korea Brand Awards                     | Prêmio Especial                                          | —                                 | Venceu    | [ 146 ]         |
| 2017 | Korea Assembly Grand Award             | Prêmio de Atuação                                        | —                                 | Venceu    | [ 147 ]         |
| 2017 | Baeksang Arts Awards                   | Melhor Ator, Televisão                                   | Love in the Moonlight             | Indicado  | [ 148 ]         |
| 2017 | Baeksang Arts Awards                   | Ator Mais Popular, Televisão                             | Love in the Moonlight             | Venceu    | [ 149 ]         |
| 2017 | Seoul International Drama Awards       | Ator Coreano Excepcional                                 | Love in the Moonlight             | Venceu    | [ 150 ]         |
| 2017 | Asia Artist Awards                     | Prêmio de Popularidade, Ator                             | —                                 | Indicado  |                 |
| 2017 | Korea Drama Awards                     | Prêmio de Excelência Superior, Ator                      | Love in the Moonlight             | Indicado  | [ 151 ]         |
| 2017 | Korean Popular Culture and Arts Awards | Recomendação do Ministro da Cultura, Esportes e Turismo  | —                                 | Venceu    | [ 152 ]         |
| 2017 | Fashionista Awards                     | Melhor Fashionista (Red Carpet Category)                 | —                                 | Venceu    | [ 153 ]         |
| 2017 | Korea Tourism Awards                   | Prêmio de Realização Especial                            | —                                 | Venceu    | [ 154 ]         |